# Erik Larsen (roer)
 For alternative betydninger, se Erik Larsen (flertydig). (Se også artikler, som begynder med Erik Larsen)
Erik Christian Larsen (født 20. februar 1928 i Herfølge, død 10. april 1952 i Ringsted) var en dansk roer.

## Karriere
Erik Larsen roede for Køge Roklub og var med til at blive dansk mester i firer uden styrmand i 1948 sammen med Børge Raahauge Nielsen, Henry Larsen og Harry Knudsen.
Samme år deltog disse fire sammen med styrmand Ib Olsen i OL 1948 i London i firer med styrmand. Her besejrede danskerne først Norge, derpå i kvartfinalen Portugal og i semifinalen Ungarn, inden de i finalen vandt bronze efter USA og Schweiz.
Erik Larsen modtog i 1948 kaproningsnålen i guld.
I 1950 og 1951 blev han dansk mester i singlesculler, og de to år blev han europamester i samme disciplin. Samme år blev der foranstaltet en offentlig indsamling af et beløb, der sikrede, at Erik Larsen kunne komme til England og deltage i Henley Royal Regatta (det uofficielle verdensmesterskab i roning). Larsen levede op til forhåbningerne der, da han blev nummer to i Diamond Challenge, løbet for singlescullere.

## Død
Skærtorsdag, 10. april 1952, var Erik Larsen sammen med sin træner, Henry Larsen, på vej hjem fra træning på Sorø Sø, da Henry Larsen, som førte bilen, mistede kontrollen over bilen og kolliderede med et træ. Erik Larsen overlevede ikke ulykken, mens Henry Larsen kom alvorligt til skade.
Erik Larsen blev senere mindet med en særlig væg med hans medaljer i Køge Roklub. Derudover ærede hans konkurrent, spanske Juan Omedes, ham ved at opkalde sin singlesculler efter Erik Larsen.